# Ahuizotl (démon)
Ahuizotl byl vodní démon aztécké mytologie, který vypadal jako pes s dlouhým ocasem, na jehož konci byla lidská ruka, případně polovinou člověk, polovinou opice, eventuálně kříženec psa a hada.
Napodoboval volání topícího se o pomoc, záchrance pak stáhl pod hladinu. Jindy zpod hladiny útočil na rybáře. Oběti požíral.